# Storia di Porto Torres

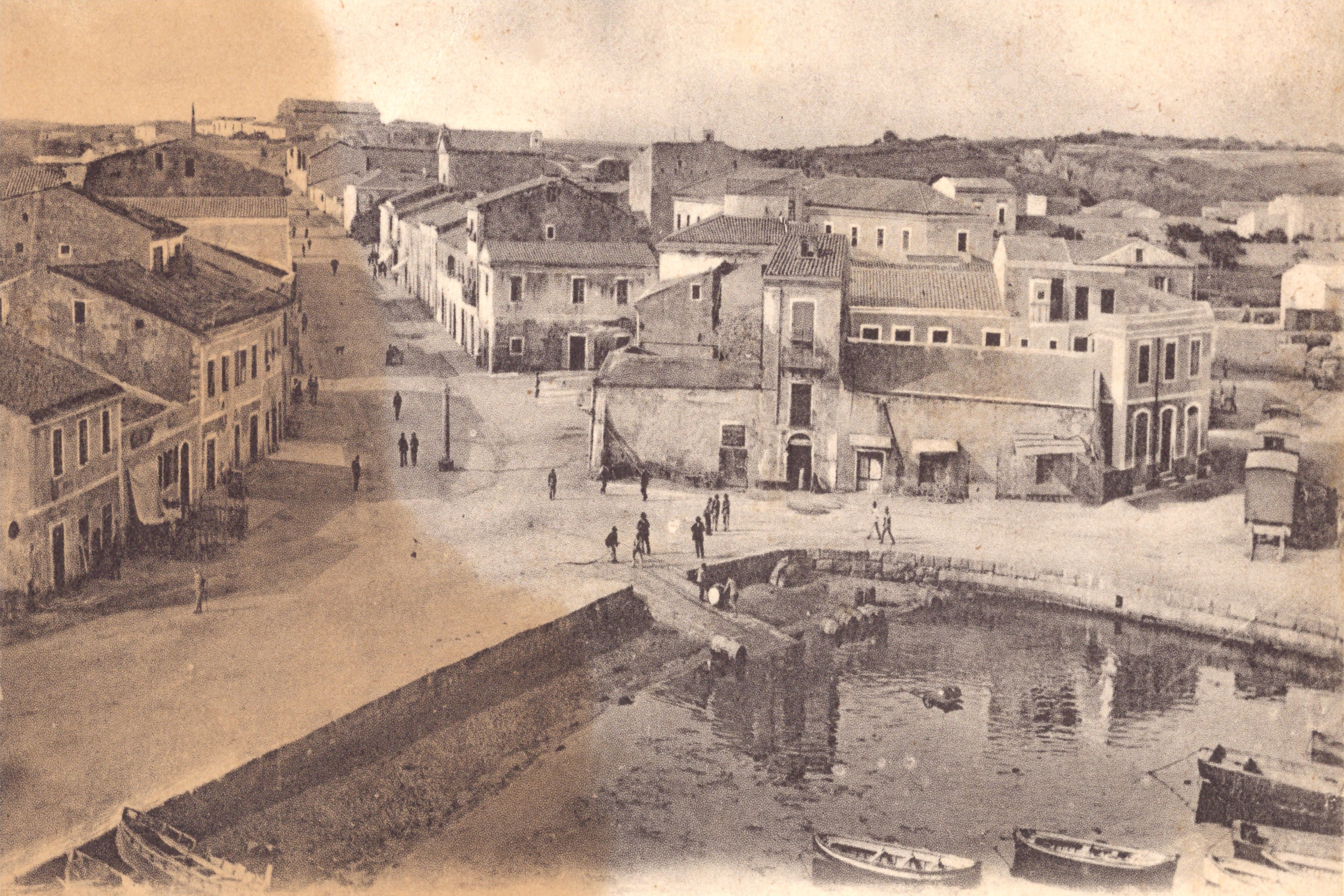
Porto Torres nel 1902

La storia di Porto Torres riporta le principali vicende storiche relative alla municipalità di Porto Torres iniziando dalla preistoria, passando dalla fondazione ufficiale nel 46 a.C. arrivando fino ai giorni nostri.

## Epoca preistorica e nuragica

### Rinvenimenti paleontologici
Sul territorio comunale nei pressi di Fiume Santo sono stati rinvenuti diversi resti di animali risalenti al Miocene. In particolare sono stati rinvenuti alcuni scampoli appartenuti ad alcuni esemplari di Oreopithecus bambolii di circa 8 milioni di anni fa. I primi ritrovamenti avvennero casualmente nel 1994. Sono state completamente identificate più di 15 specie, di cui la maggior parte vertebrate come giraffe, coccodrilli, tartarughe, suidi, mustelidi. Molti di questi animali, come ad esempio l'Umbrotherium azzarolii, erano erbivori, mentre altri come l'Indarctos anthracitis erano onnivori. La maggior parte di questi esemplari pare abbiano vissuto nel tardo Miocene, ovvero circa 9 milioni di anni fa.

### Preistoria

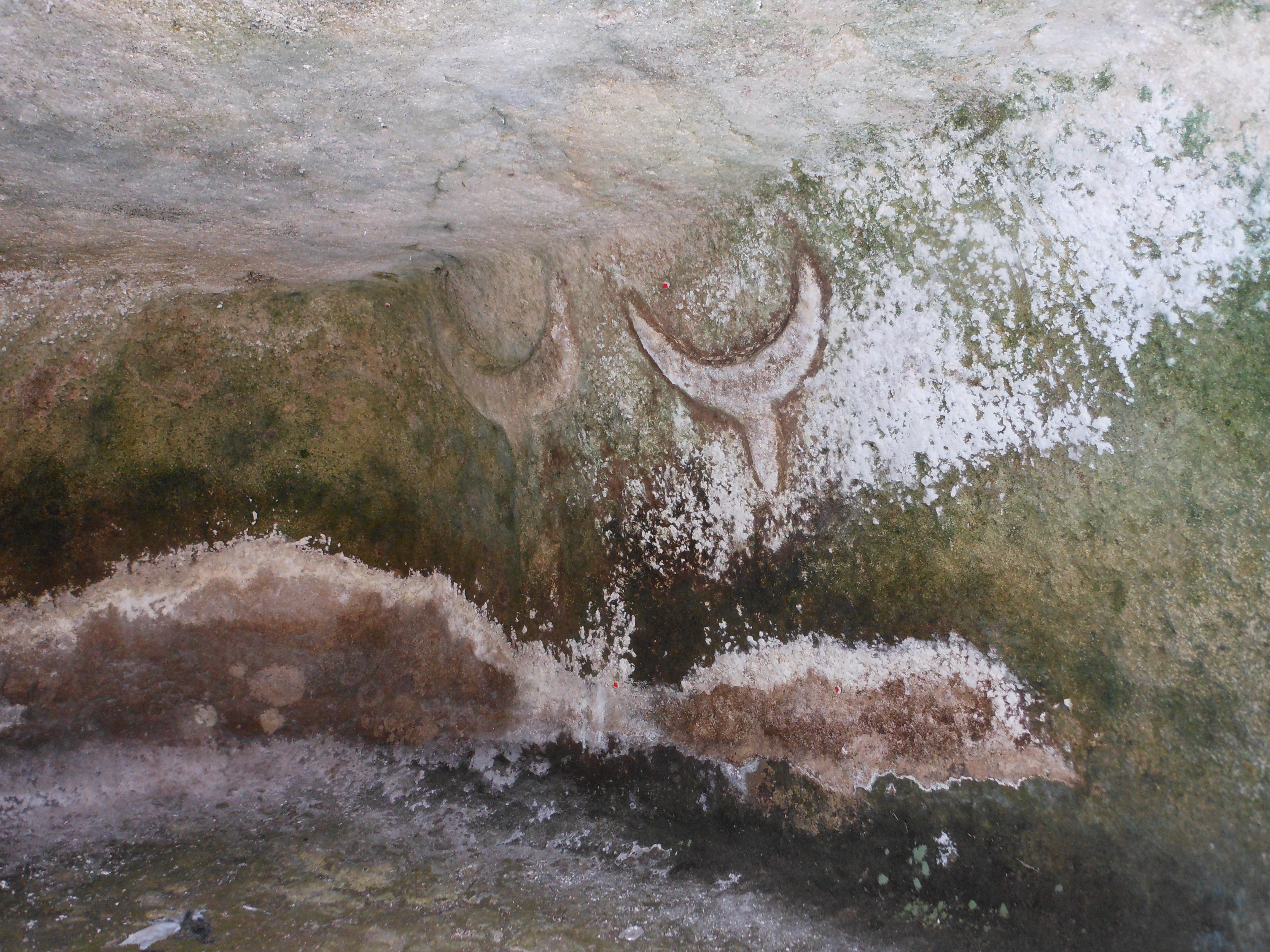
Necropoli Su Crucifissu Mannu

La frequentazione umana sui territori di Porto Torres è attestata già nel periodo prenuragico, deducibile dalle svariate necropoli presenti sul territorio municipale. Oltre alle necropoli vi è anche l'altare di monte d'Accoddi, più vicino a Porto Torres ma dal punto di vista giurisdizionale situato nel comune di Sassari. Tale altare si suppone venisse utilizzato per rituali mirati alla fertilità.

### Età del bronzo/nuragica
I reperti appartenenti a questo periodo sono riscontrabili nella necropoli di Su Crucifissu Mannu, e i più interessanti sono due crani trapanati due volte. Secondo alcuni studi questa pratica veniva utilizzata a fini terapeutici per allontanare tumori o emicranie. Non è comunque da escludere l'opzione della trapanatura eseguita in relazione a rituali magici. Gli svariati nuraghi presenti sul suolo turritano appartengono a quest'epoca, ed al giorno d'oggi solo sette di queste strutture sono conservate in buono stato. Di rilevanza è la domus a prospetto architettonico di Andreolu; questi avelli simili a domus de janas risalenti all'epoca nuragica sono caratterizzate da simbolismi comuni in tutta la Nurra come lunette, esedre e frontoni tipiche anche delle tombe dei giganti.

## Epoca antica

### Periodo fenicio/punico
I fenici erano soliti frequentare le coste sarde poiché composte da suolo fertile e ricche di minerali. Nei loro punti di approdo stabilivano piccoli mercati dove venivano scambiate le più svariate merci. Di queste installazioni alcune finivano per svilupparsi fino a diventare veri e propri villaggi. Secondo alcune teorie questo ultimo passaggio avvenne proprio nel territorio di Porto Torres, attribuendo quindi la fondazione urbana non ai romani nel 46 a.C. ma bensì agli stessi fenici molti anni prima. Nonostante l'area geografica in questione si presenti come una costa lineare e senza insenature utili per la realizzazione di un porto (si pensi ad esempio al porto di Olbia), l'isola dell’Asinara ripara questo tratto di mare dai venti predominanti di ponente e di maestrale, rendendo quindi l'area perfetta per un approdo marittimo.
Della frequentazione dei fenici in questo periodo sono presenti poche testimonianze; sicuramente la zona è stata riparo dei navigatori fenici e successivamente cartaginesi ma i rinvenimenti archeologici sono esigui, collegabili ad un possibile legame tra l'isola dell'Asinara e Melqart (l'Ercole fenicio/punico). Alcuni ammennicoli rinvenuti raffigurano il Dio Bes, altri ritrovamenti sono una stele punica in tufo, una coppa greca del VI secolo a.C., rasoi e varie vettovaglie.

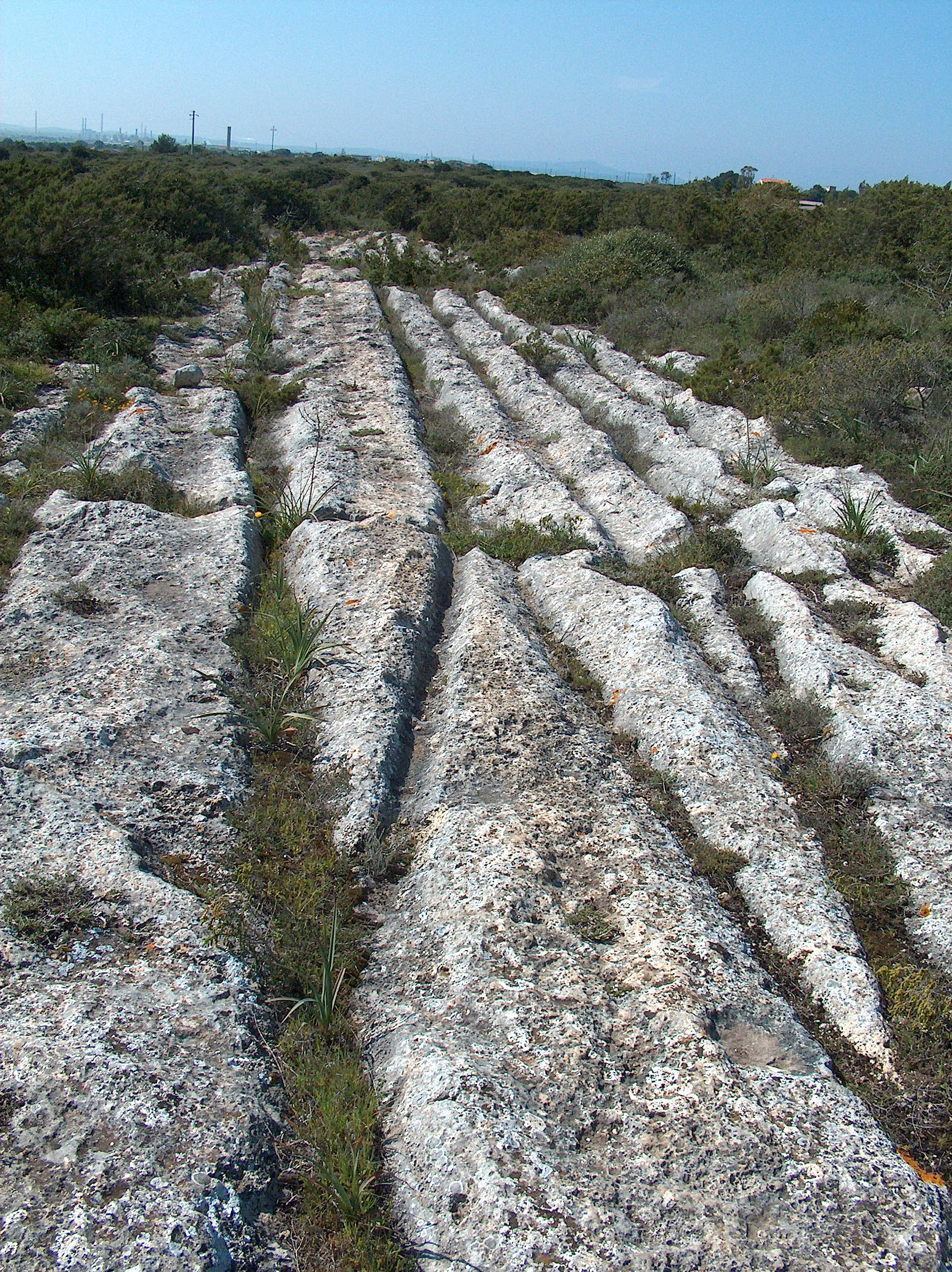
Banco calcareo di un'antica strada che collegava Turris Libisonis con Caralis. Sono ancora visibili i solchi lasciati dai carri in transito.

### Periodo romano (46 a.C. - 455 d.C.)

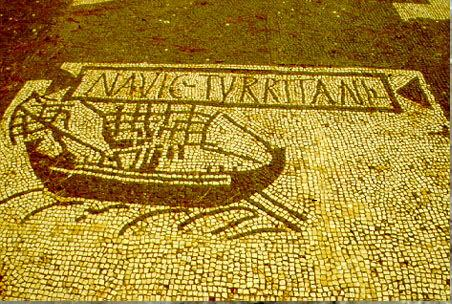
Mosaico concernente i Navuculari Turritani ad Ostia antica

In questo periodo nel 46 a.C iniziò l'ascesa turritana con la fondazione, probabilmente da parte di Giulio Cesare Ottaviano durante un suo soggiorno in Sardegna o da un suo stretto collaboratore chiamato Marco Lurio, della Colonia Iulia Turris Libisonis. Il nome della colonia compare per la prima volta nella Naturalis Historia di Plinio il Vecchio. Importante fu per la città il Riu Mannu, navigabile per alcuni chilometri. In un successivo momento si aprì il bacino portuale, situato nei pressi dell'odierno molo antico.
L'attività marinara-mercantile della colonia è fortemente documentata dal culto di Iside (protettrice dei marinai), la quale veniva festeggiata i primi giorni di marzo con il rito della Navigium Isidi. Con questa celebrazione si apriva il periodo propizio alla navigazione, che si concludeva l'11 novembre.
La fede nel culto di Iside è testimoniata da vari monumenti riassumibili dall'ara di Bubastis, altare dedito a rituali ed offerte. Grazie alla costruzione del ponte romano nel I secolo d.C. si poté collegare la città direttamente con i vasti campi di frumento della Nurra. Turris Libisonis fu uno dei più importanti scali dell'isola, con collegamenti diretti con Ostia antica. Nell'isola la città era per importanza politica seconda solo a Karalis. Fu altresì importante lo sviluppo minerario dovuto alle vicine miniere dalle quali venivano estratti argento e ferro. L'importanza della città e il suo legame con la capitale sono discernibili ad esempio delle maestose terme, dalle prestigiose domus ricche di mosaici e dalla cinta muraria.

## Epoca medievale

### Vandali e Bizantini (455 d.C. - 1064 d.C.)
Prima della caduta dell'Impero romano d'Occidente la città di Turris, come tutta la Sardegna, fu conquistata dai Vandali. La dominazione durò per quasi un secolo, fino al 533. Sconfitti i Vandali, nell'isola e nella città si insediarono i Bizantini ed in quel periodo Turris era residenza di possessores e decuriones (esattori di tasse). Molto probabilmente in città era presente anche un curator urbis, ovvero un funzionario cittadino nominato dal vescovo. Costui ricopriva numerosi incarichi, tra i quali quello di amministrare la giustizia, del censimento, della registrazione dei contratti, degli ordinamenti di polizia. La sede vescovile risale a data incerta e antica ma certo è che il vescovo di Turris era nobilitato da un certo prestigio e autonomia nei confronti del vescovo di Calaris. Questa indipendenza fu suggellata definitivamente da Papa Martino I nel 650. Il vescovo aveva inoltre compiti istituzionali, oltre a quelli religiosi: nominava i funzionari e organizzava i sistemi preventivi difensivi della città, giudicava i reati, ecc.
La minaccia dei Longobardi portò Turris a predisporre pesanti difese e ad ospitare contingenti militari. Per questo fu nominato un tribunus che aveva ai propri ordini uno dei corpi di fanteria di cui si componeva l'esercito sardo-bizantino. Nel frattempo però, il controllo longobardo del Tirreno soffocò il commercio turritano.

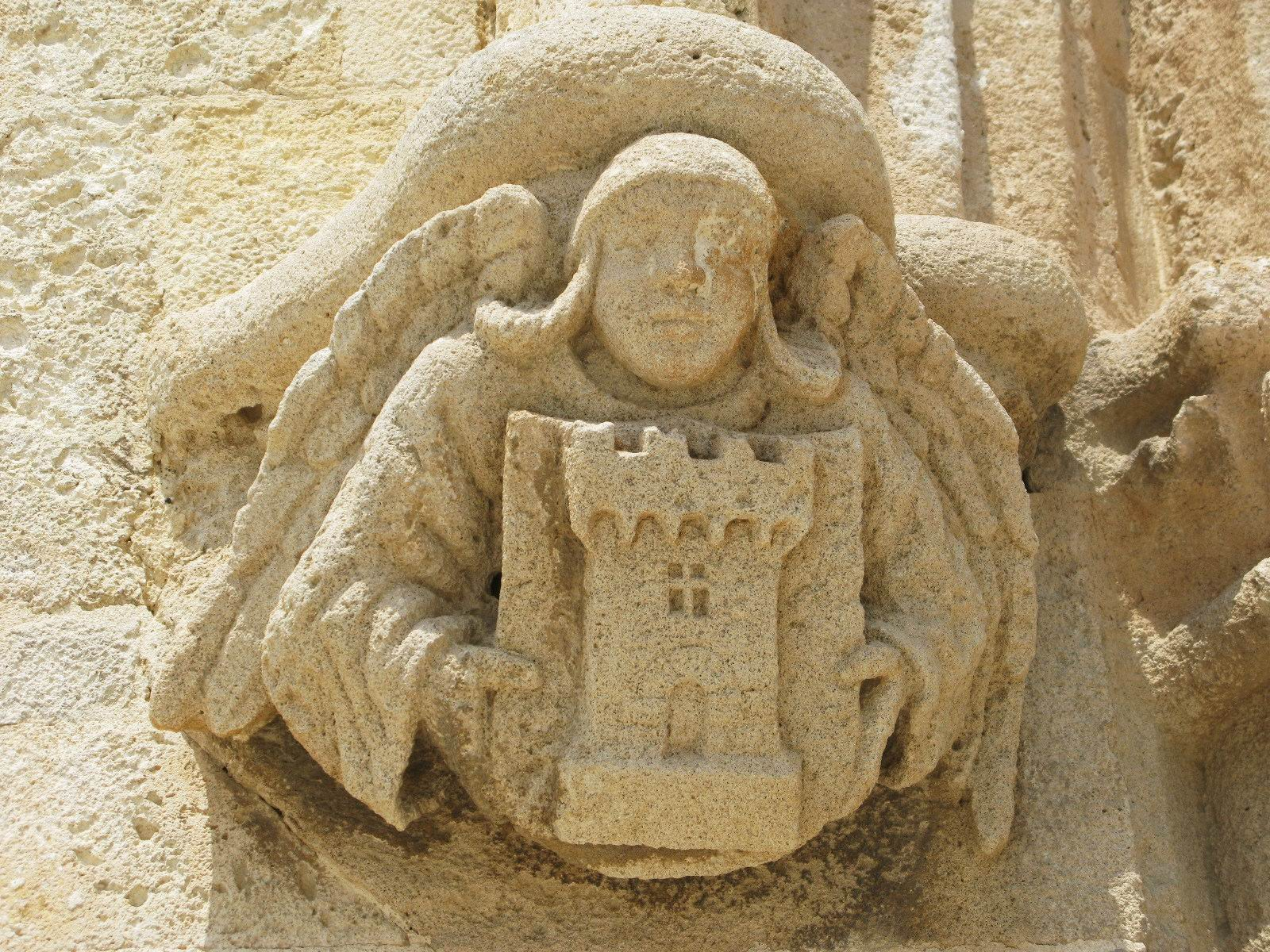
Lo stemma del Giudicato di Torres sulla Basilica di San Gavino

### Il Giudicato di Torres (1064-1259)

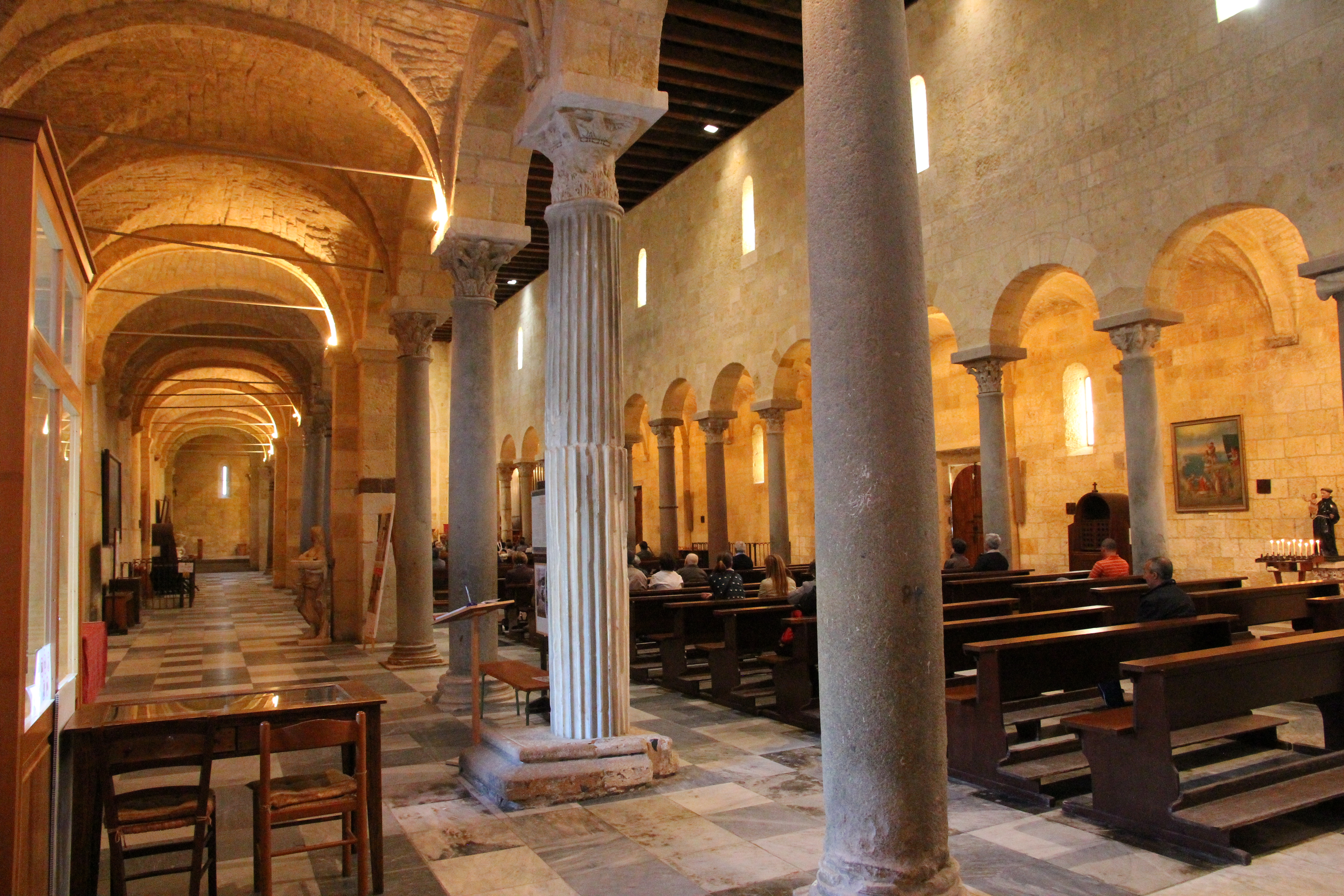
La basilica di san Gavino, edificata nell'XI secolo per volere del giudice Gonnario I de Lacon-Gunale

Dopo l'interruzione dei contatti con Costantinopoli nel corso del IX e del X secolo vennero a formarsi i quattro giudicati sardi, tra cui il Giudicato di Torres-Logudoro, con capitale Torres (non più Turris, vista la lenta ma progressiva scomparsa del latino in favore della lingua locale). Torres era ancora il secondo centro dell'isola, politicamente, religiosamente e per dimensioni demografiche. Il giudicato si estendeva dal lago Coghinas alle coste occidentali e dal golfo dell'Asinara alla catena del Goceano. L'economia era mossa dall'importante e strategica posizione della capitale, collegata a Genova e facilmente raggiungibile da Pisa, proprio per questo motivo i mercanti di entrambe le repubbliche marinare erano molto presenti in città. Intorno al 1065 su iniziativa del Giudice Comita fu edificata la Basilica di San Gavino, cattedrale fino al 1441. Già in questo periodo la città di Torres, come tutte le località marittime dell'isola, iniziò il suo declino a causa della malaria e delle costanti incursioni piratesche che iniziarono ad affliggere le città costiere portando la popolazione a ritirarsi nell'entroterra rifugiandosi in luoghi come la vicina cittadina di Sassari, che proprio in questo periodo iniziò la sua ascesa nel diventare il maggiore centro cittadino del nord-ovest spodestando progressivamente l'antica città turritana. Nelle fasi finali del giudicato fu proprio Sassari a divenire la capitale (prima ancora vi fu Ardara, scelta sempre per gli stessi motivi). La malaria e le incursioni barbaresche furono il flagello della città di Torres anche nei secoli successivi.
Il Giudicato era suddiviso in 22 curatorie, la curatoria di Torres era quella della Flumenargia. Il Giudicato cessò di esistere nel 1259 con Adelasia di Torres.

### Il libero comune di Sassari (1272-1323)
Dopo la dissoluzione del Giudicato di Torres la Flumenargia venne assorbita dal libero comune di Sassari, stato fantoccio della Repubblica di Pisa prima (1272-1294) e della Repubblica di Genova poi (1294-1324) a seguito della battaglia della Meloria. Tale istituzione ebbe vita breve poiché con l'arrivo della flotta di Alfonso IV d'Aragona il libero comune di Sassari si impegnò nel diventare uno stato vassallo del nascente Regno di Sardegna e Corsica comandato dagli aragonesi.
Tale subordinazione divenne ufficiale il 4 luglio 1323, dando il via alla lunga dominazione aragonese che plasmò la città.

## Epoca moderna

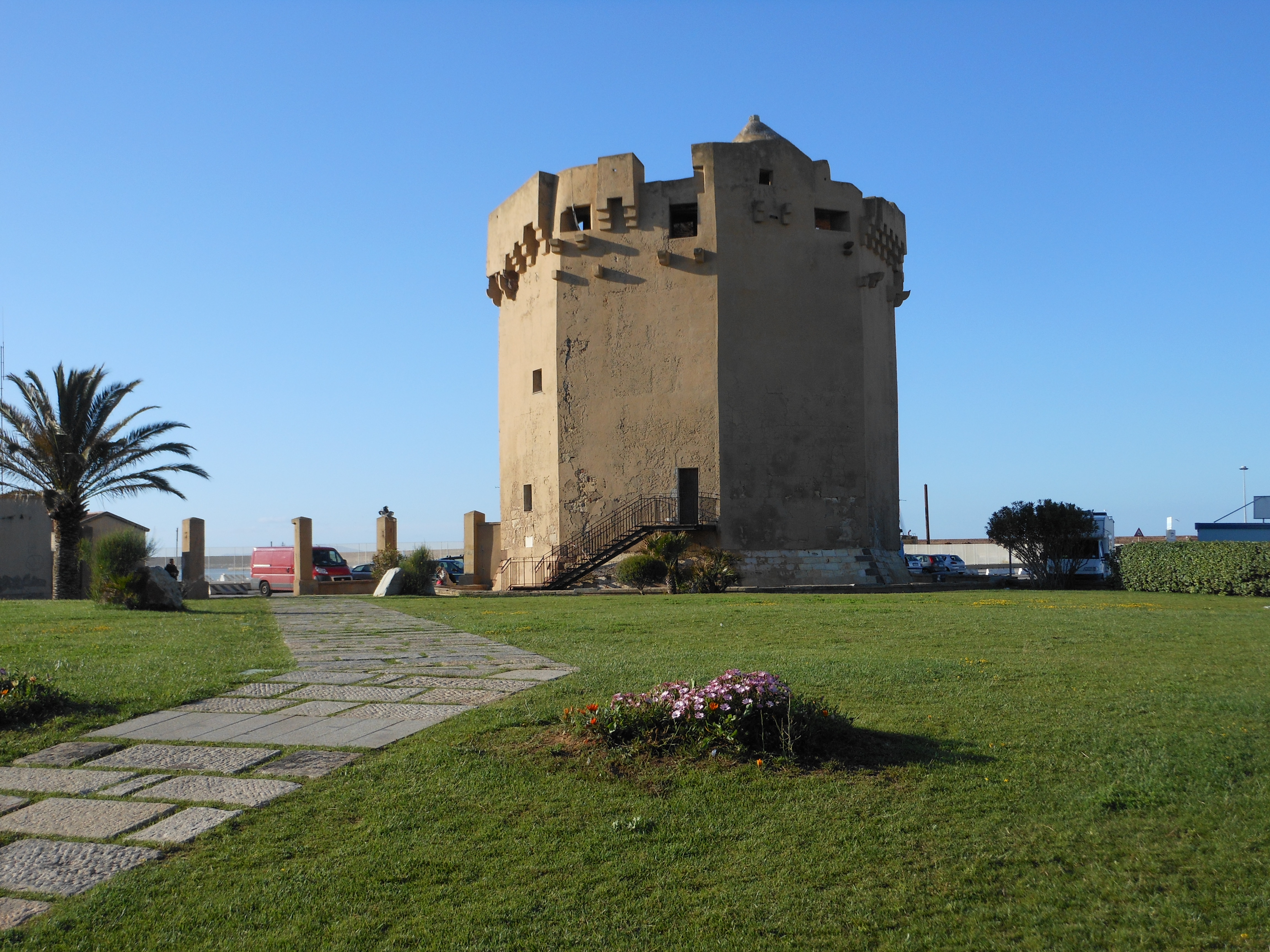
Torre aragonese del porto

### Il Regno di Sardegna e Corsica (1323-1720)
Già nel periodo giudicale Torres cadde in un profondo oblio: da capitale del regno e sede arcivescovile divenne pressoché disabitata. Sassari infatti era riuscita ad ottenere un accordo con i genovesi secondo il quale si vietava l'apertura di locali commerciali a Porto Torres, perché si temeva l'eventuale ribalta turritana a sfavore della stessa Sassari. Per prevenire possibili rivendicazioni genovesi e pisane gli aragonesi, per i quali il porto di Torres era di notevole importanza, dopo un concordato con l'ormai più florida Sassari fecero sbarcare nel porto 300 cavalieri e 500 soldati. Con la conquista aragonese però la città entrò in una fase di declino: non esisteva più un vero centro abitato compatto e solo un rude porto testimoniava le glorie del passato. Ad infierire su Torres fu anche lo spostamento dei traffici marittimi in favore di Cagliari ed Alghero. La città subì il colpo di grazia col trasferimento definitivo del vescovado a Sassari. Le costanti incursioni barbaresche instillarono inoltre la “paura del mare” nella psiche sarda: l’immagine del mare infatti venne associata alle figure dei pirati, portando la popolazione alla tendenza di ritirarsi nelle zone interne abbandonando le tradizioni marinare e dell’agricoltura nelle aree litoranee.
Col matrimonio di Ferdinando II di Spagna detto il Cattolico che si unì ad Isabella di Castiglia figlia del re Giovanni II, i diversi regni della Spagna furono riuniti in un solo regno e nel 1479 si generò la corona di Spagna. Con la scoperta del Nuovo Mondo da parte di Cristoforo Colombo nel 1492 la corona spagnola alla luce dei nuovi interessi commerciali con le terre d'oltre oceano abbandonò progressivamente l'isola lasciandola in mano ai viceré spagnoli. Il lento disimpegno della corona spagnola anche da parte dei viceré generò corruzione e guerre tra i vari potentati. Ferdinando II morì nel 1516 e venne sostituito da Carlo V d'Asburgo, iniziando così il regno del casato degli Asburgo. Carlo, allora sovrano del regno di Spagna, tentò di porre rimedio al flagello dei pirati barbareschi radunando a Cagliari una grande flotta nel luglio del 1535 per dirigersi contro la loro principale base situata a Tunisi, senza però conseguire apprezzabili risultati dato che le scorrerie continuarono. Carlo I abdicò nel 1556 in favore del figlio che prese il nome di Filippo I di Spagna. Nel 1527 i turchi attaccarono Castellaragonese e arrivarono ad occupare l’Asinara, ma furono successivamente respinti dai sardi.
Nel 1538 il corsaro Barbarossa con tre galee sbarcò a Porto Torres dove saccheggiò e depredò la Basilica di San Gavino. Nel tentativo di porre rimedio alla piaga della pirateria nel 1541 fu allora allestita un'altra spedizione avente come obiettivo quello di assalire Algeri, ma la flotta fu distrutta da una terribile tempesta prima ancora di raggiungere la costa magrebina. Nel 1571 Re Filippo I ordinò di costruire sui litorali della Sardegna delle torri di guardia contro l'invasione degli ottomani, le quali arrivarono complessivamente ad un numero di centocinque strutture (Nell'attuale territorio di Porto Torres furono costruite la torre di abbacurrente, la torre di trabuccato, la torre della finanza, la torre di Cala d'Arena e la torre di Cala d'Oliva). Nel 1581 per far fronte alle spese di costruzione, manutenzione e presidio si istituì la "Reale Amministrazione delle torri", con un conseguente aumento dei dazi per l'esportazione di cuoio, formaggi e lana, che furono pagati interamente dal popolo sardo. Filippo I morì nel 1598 dopo una pesante sconfitta militare per opera della flotta inglese.
Nel 1598 gli succedette al trono di Spagna e re di Sardegna Filippo II. Nel 1621 a Filippo II succedette il figlio Filippo III di Spagna, che regnò sino al 1665. Alla sua morte gli succedette il figlio Carlo con il nome di Carlo II di Spagna. Nel frattempo in città le stesse galee che nel 1623 assalirono Posada invasero nuovamente le coste sarde nel 1627 penetrando e saccheggiando per la seconda volta la Chiesa di San Gavino.
Carlo II morì nel 1700 senza lasciare eredi. Per suo volere testamentario fu nominato Re di Spagna Filippo di Borbone, che prese il nome di Filippo V. Carlo d'Asburgo nel frattempo si stabilì a Barcellona e nel 1703 si fece nominare re di Spagna con il nome di Carlo III, e la sua nomina fu accettata dagli aragonesi in contrapposizione con Filippo V. Anche in Sardegna ci furono due fazioni favorevoli per l'uno o per l'altro sovrano. Nel 1708 dopo una sanguinosa battaglia fu conquistata Cagliari ed il vincitore Carlo III, diventato sia imperatore d'Austria che Re catalano/aragonese, nominò viceré un suo fiduciario. Invano si tentò una controffensiva, e l'isola divenne austriaca ufficialmente nel 1713, rimanendo tale sino a quando con un nuovo trattato la si cedette ai Savoia. Nel 1713 infatti fu firmato un trattato dove si stabilì che Filippo V poteva continuare ad essere Re di Spagna cedendo però parte dei territori del suo regno. Furono ceduti Minorca e Gibilterra alla Gran Bretagna, il Regno di Napoli, i Paesi Bassi, il Ducato di Milano e la Sardegna agli Asburgo e la Sicilia e una parte del milanese ai Savoia.
Filippo V di Spagna comunque non accettò il trattato e con una spedizione militare occupò la Sardegna e la Sicilia. Nel 1717 con una flotta ed un esercito di uomini arrivò a Porto Torres e i sassaresi si arresero, ritornando sotto il controllo spagnolo. Quest'occupazione durò solamente meno di tre anni poiché nel 1718 fu firmato a Londra un nuovo armistizio dove si stabiliva che la Sardegna anziché la Sicilia fosse data ai Savoia. Quest'accordo fu ratificato a L'Aia l'8 agosto del 1720 e i Savoia dovettero abbandonare la Sicilia per prendere possesso della Sardegna. Da quella data tutti gli stati appartenenti ai Savoia costituirono insieme all'isola gli stati del Re di Sardegna.

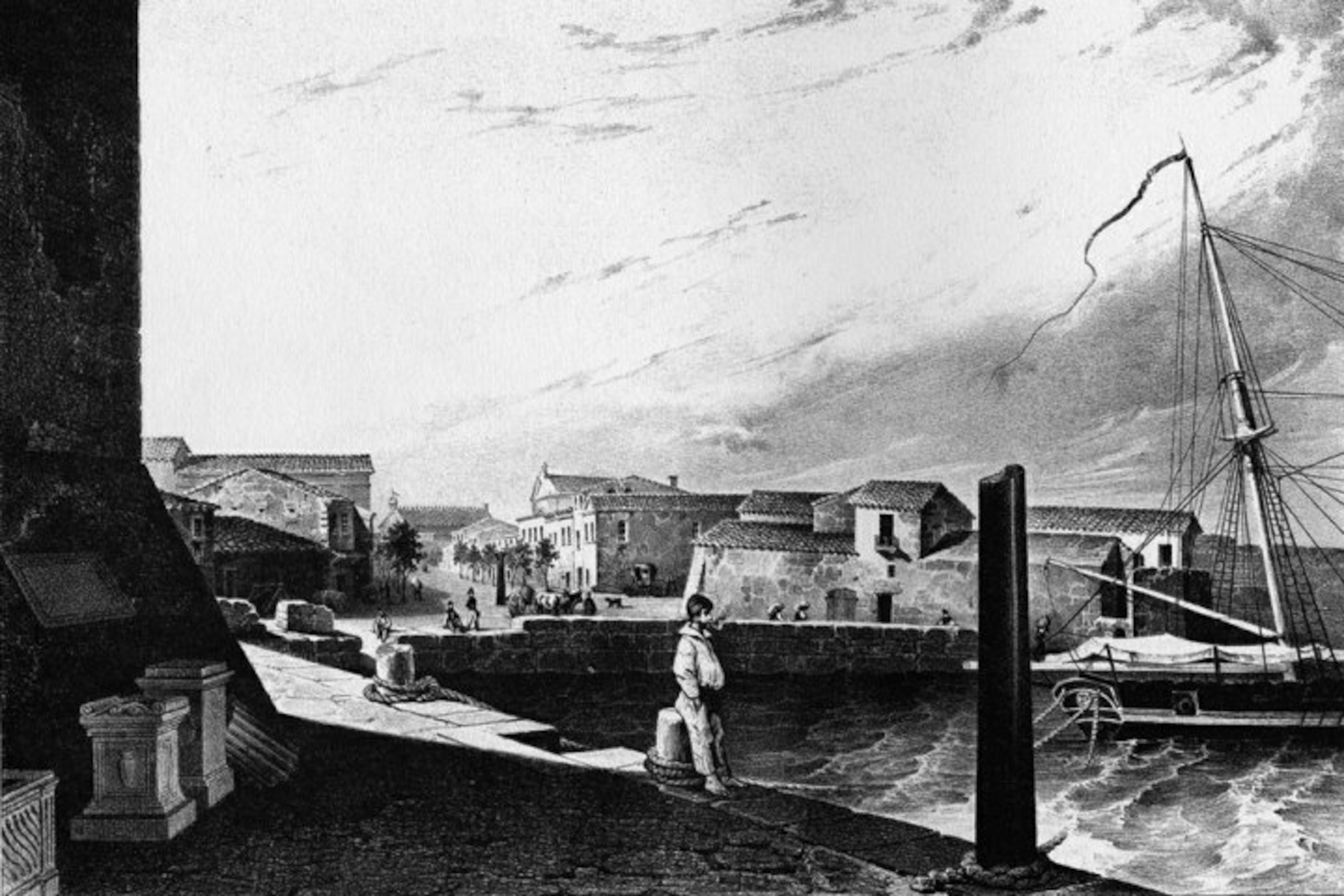
Porto Torres nel 1827 in un'illustrazione di Giuseppe Cominotti

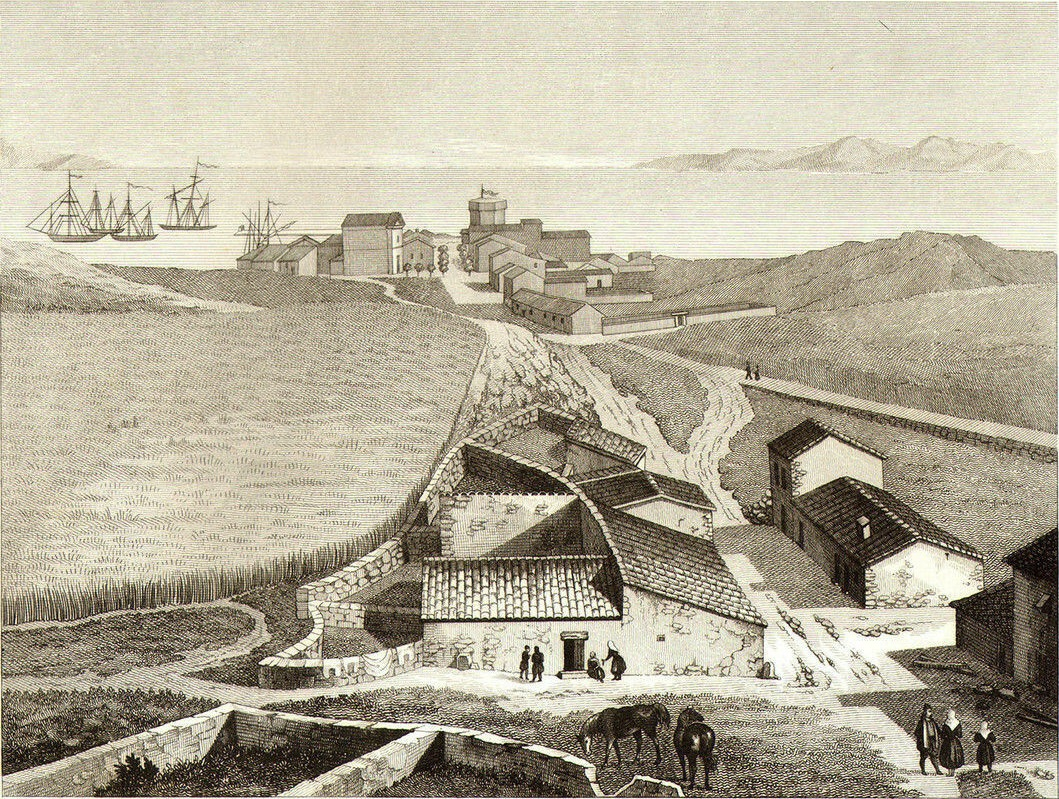
Porto Torres nel 1840

### Il periodo sabaudo (XVIII - XIX secolo)

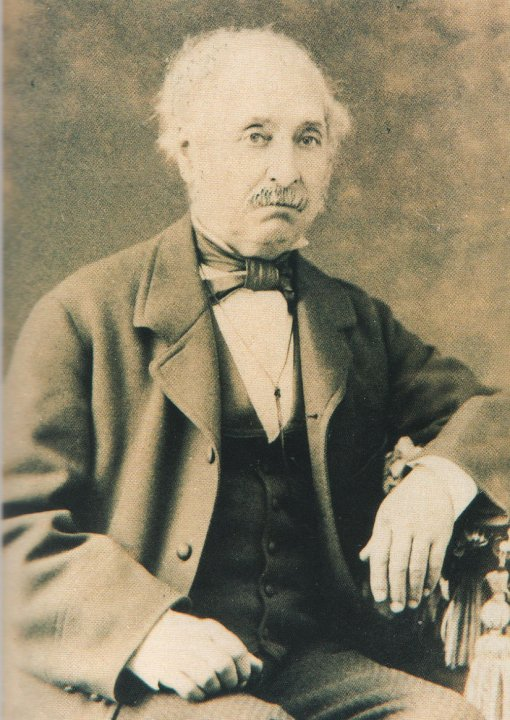
Giovanni Battista Vistoso, il primo sindaco del neonato comune sabaudo

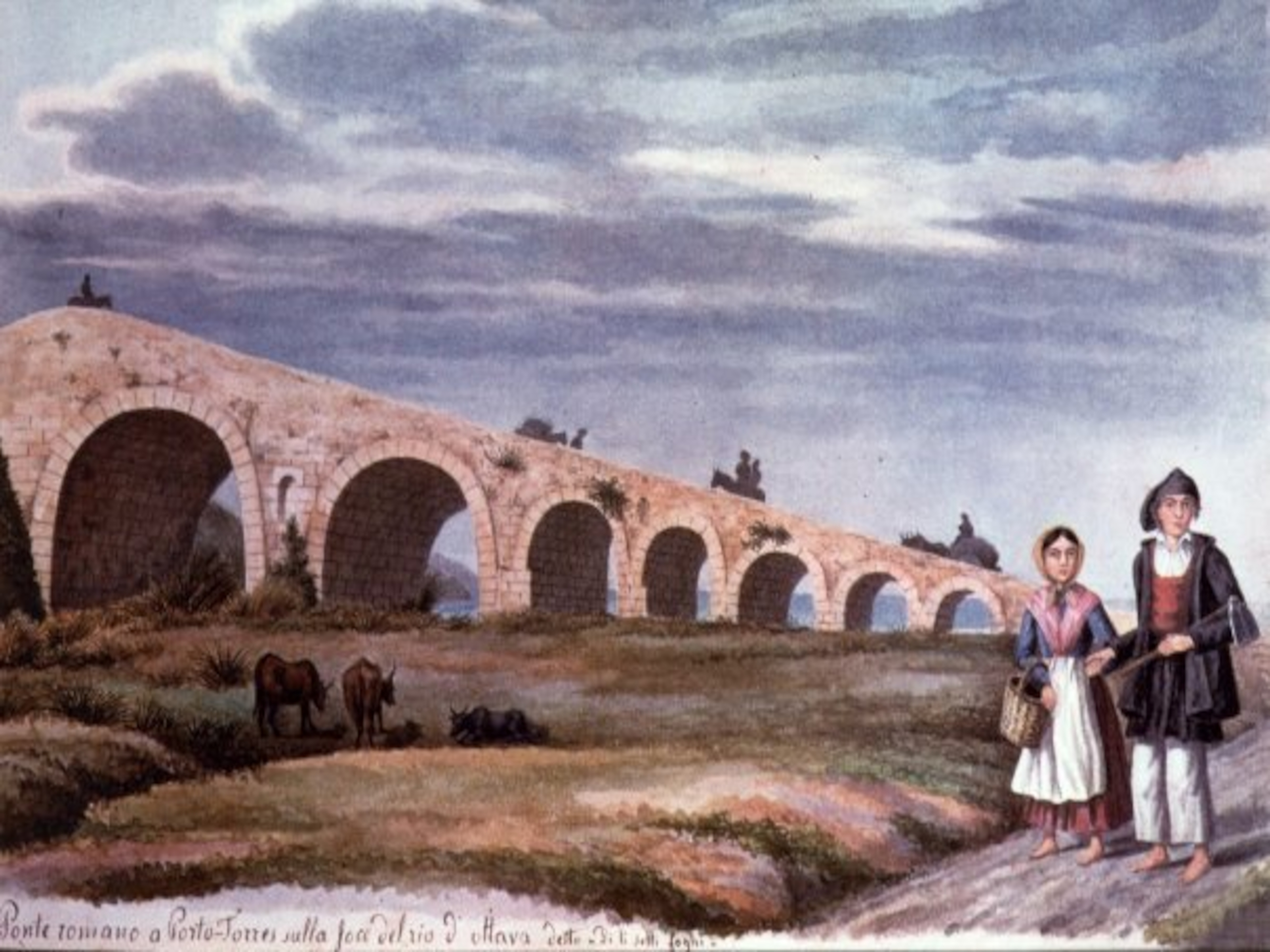
Veduta del ponte romano in un quadro dell'Ottocento

Dal 1720 il Regno di Sardegna e di conseguenza la città passarono sotto la casa Savoia.  Il 20 gennaio 1756 il Re Carlo Emanuele III approva il restauro del porto (che era stato lasciato dagli aragonesi in condizioni di grosso squallore). I costi di tale restauro sarebbero dovuti essere ripartiti fra gli abitanti della stessa cittadina. Di conseguenza nell'anno successivo i fondi destinati all'organizzazione della Festa di San Gavino furono ridotti. Nonostante tali sacrifici nel 1765 l'opera di restauro del porto venne bloccata per mancanza di fondi. Nel 1766 si procedette comunque al restauro della torre del porto. Il porto nel frattempo, mai restaurato completamente, andava rovinandosi fino a diventare parzialmente inagibile. Nel 1791 si fece ricorso al Re Vittorio Amedeo III per l'anticipazione dei fondi da elargire per intraprendere le operazioni di riqualificazione. Nel 1802 il Barone Giorgio Andrea Agnès des Geneys, comandante della regia marina sarda, venne incaricato di recarsi al porto per determinare i lavori da intraprendere. Il Barone des Geneys nominò una speciale commissione incaricata di recuperare i fondi necessari al restauro del porto. Circa nel 1824 l'ammiraglio della Royal Navy William Henry Smyth, il quale prestava servizio nell'area del Mediterraneo, tra i suoi numerosi soggiorni in Italia, ebbe modo di visitare Porto Torres. Questa visita viene riportata nella sua pubblicazione del 1828 nella quale delinea la storia presente e passata della Sardegna. Al suo arrivo racconta di come la sua presenza fu considerata un evento importante e che «dal capitano generale fino al più umile contadino, tutti hanno visitato la nave»
(William Henry Smyth; "Sketch of the Present State of the Island of Sardinia", 1828)
Nel 1821 aveva 600 abitanti e, nei documenti dell'epoca, è già chiamata comunemente Porto Torres e, solo raramente, Portotorre. A partire dal 1825, ai sensi del Regio editto del 24 giugno 1823, fu nominato come maestro della scuola Normale il reverendo Gommas Giovanni Antonio. Il movimento del porto e la costruzione della Carlo Felice, completata nel 1828, determinarono la rinascita della città. Con l'arrivo dei Savoia si promossero nel borgo importanti opere ed interventi per migliorare la disastrosa situazione portuale. All'epoca i centri abitati erano due: il più grande era abbarbicato sul colle Angellu, tutt'intorno alla Basilica di San Gavino, l'altro invece era la borgata portuale. Quest'ultima aveva avuto la costruzione, nel 1826, della Chiesa della Beata Vergine della Consolata, consacrata il 30 dicembre 1827 dall'arcivescovo Carlo Tommaso Arnosio. Con l'espansione urbanistica, in poco tempo le due borgate si unirono dando vita a Porto Torres. Il re Carlo Felice favorì anche la costruzione di edifici amministrativi. Durante la sua prima visita nella cittadina, salassata ed ammorbata dalle tasse e dalla prevaricazione sassarese, i cittadini tentarono di convincere il re a concedere l'autonomia da Sassari, senza risultato. Ma alla sua seconda visita nella città gli abitanti riuscirono a persuadere il re tramite una petizione e nel 1842 nacque il comune di Porto Torres, nonostante l'opposizione presentata dal Consiglio civico di Sassari al Viceré, sostenendo che la richiesta presentata dagli abitanti di San Gavino e Porto Torres fosse «affatto immatura perché trovandosi ancora le stesse appena nascenti, e composte da persone colletizie, giuntevi da uno ed altro villaggio non sono certamente in grado di ricevere il cambiamento, e variazione che desiderano». I rapporti fra la nuova comunità portotorrese e l’amministrazione di Sassari, infatti, inizialmente non furono buoni. Il Consiglio civico sassarese in più di un’occasione sottolineò che il nuovo comune di Porto Torres era stato popolato da gente proveniente da paesi infeudati, che si erano trasferiti solo per godere dei compensi elargiti dai proprietari sassaresi che volevano sfruttare quelle terre condannate alla sterilità. L’amministrazione sassarese considerava la nuova comunità come un feudo di Sassari, in quanto nata dalle terre feudali della Flumenargia e sviluppatasi in condizioni di miseria tali da non garantirle di essere in grado di poter vivere senza i sussidi di Sassari.
Nel 1846 contava 1 177 abitanti; al censimento del 1861 i residenti erano invece 2225, destinati ad aumentare notevolmente. Nei primi venticinque anni di vita autonoma del comune non esisteva una vera e propria casa comunale  e non esistevano edifici scolastici di proprietà del municipio. Nel 1864 è documentata l'esistenza della prima farmacia della città. In quegli anni l'economia cittadina era disastrosa, a causa soprattutto degli scarsissimi raccolti degli ultimi anni.
Nel 1872 le ferrovie completarono la tratta Sassari-Porto Torres. In particolare, sotto il regime piemontese, viste le minori distanze rispetto a Cagliari (capitale del Regno dal 1796 al 1815), le rotte tra i maggiori porti toscani e liguri furono concentrate su Porto Torres, e questo fece sì che rifiorissero i traffici marittimi nel nord Sardegna. Inoltre, durante questo periodo fu iniziata la costruzione del porto moderno. Nel 1820 in seguito ad un editto reale vennero istituiti a Porto Torres gli uffici doganali. Seguirono inoltre pressanti richieste al governo per opere di miglioramento del porto poiché ci sia lamentava della strettezza della bocca, della pochissima capacità per l'ingombro del fondo e che sempre quest'ultimo era fortemente esposto al mare di tramontana. Nel 1833 giunsero i primi fondi per l'avvio di opere di manutenzione e miglioramento portuale. Questi lavori, però, non furono risolutori, in quanto i consiglieri civici del Comune di Sassari, nel 1851, decisero di ricorrere al Governo per risolvere l’annoso problema dell’ingombro del canale chiedendo la realizzazione di un’opera in cemento atta a liberare il passaggio. Gli stessi amministratori sassaresi chiesero al Governo di fornire il porto di un faro, in previsione dei lavori di restringimento dell’imboccatura, in modo tale da facilitare l’ingresso dei bastimenti. Il sindaco di Sassari, Giacomo Deliperi, scrisse al deputato Niccolò Ferracciu per evitare la soppressione del Bagno del porto e per far porre il faro in modo tale da facilitare gli approdi notturni. Le opere consistettero sostanzialmente solo in un prolungamento dei moli, tanto da far sì che alla data dell'unificazione del Regno il porto non aveva subito rilevanti modifiche strutturali. L'opera di manutenzione fu sicuramente insufficiente se nel 1869 Paolo Mantegazza lo giudicò «uno stagno di rospi». Nel 1875 ci si lamentava ancora che l'imboccatura del porto non fosse più larga di 100 m e veniva ulteriormente ridotta di un terzo a causa della scogliera di ponente di cui molti blocchi erano quasi a livello d’acqua e rendevano rischioso e a tratti impossibile sia l'approdo che l'uscita dal porto alle imbarcazioni. La superficie totale acquea del porto era di circa 5 ettari, ma quella accessibile ai bastimenti era soltanto di 1,50. Dal lato di levante del molo la massima profondità non era che di poco meno 5 metri, cifra che annualmente si riduceva restringendo la superficie utile per l'ormeggio. Si fecero inoltre pressioni affinché si acquistassero un nuovo escavatore per aumentare i fondali, delle macchine idrauliche per il carico e lo scarico delle merci, una tettoia per ricovero merci e la costruzione di un avamporto che avrebbe protetto il porto principale dai venti di traverso racchiudendo una zona d’acqua più vasta di quella presente e soprattutto con fondali più profondi capaci di sostenere imbarcazioni di grande tonnellaggio in attesa di ormeggio. Un progetto inteso a dotare il porto di una siffatta opera suppletiva fu messo in esecuzione a partire dal 1882 con l'inizio della costruzione del molo di levante.

## Epoca contemporanea

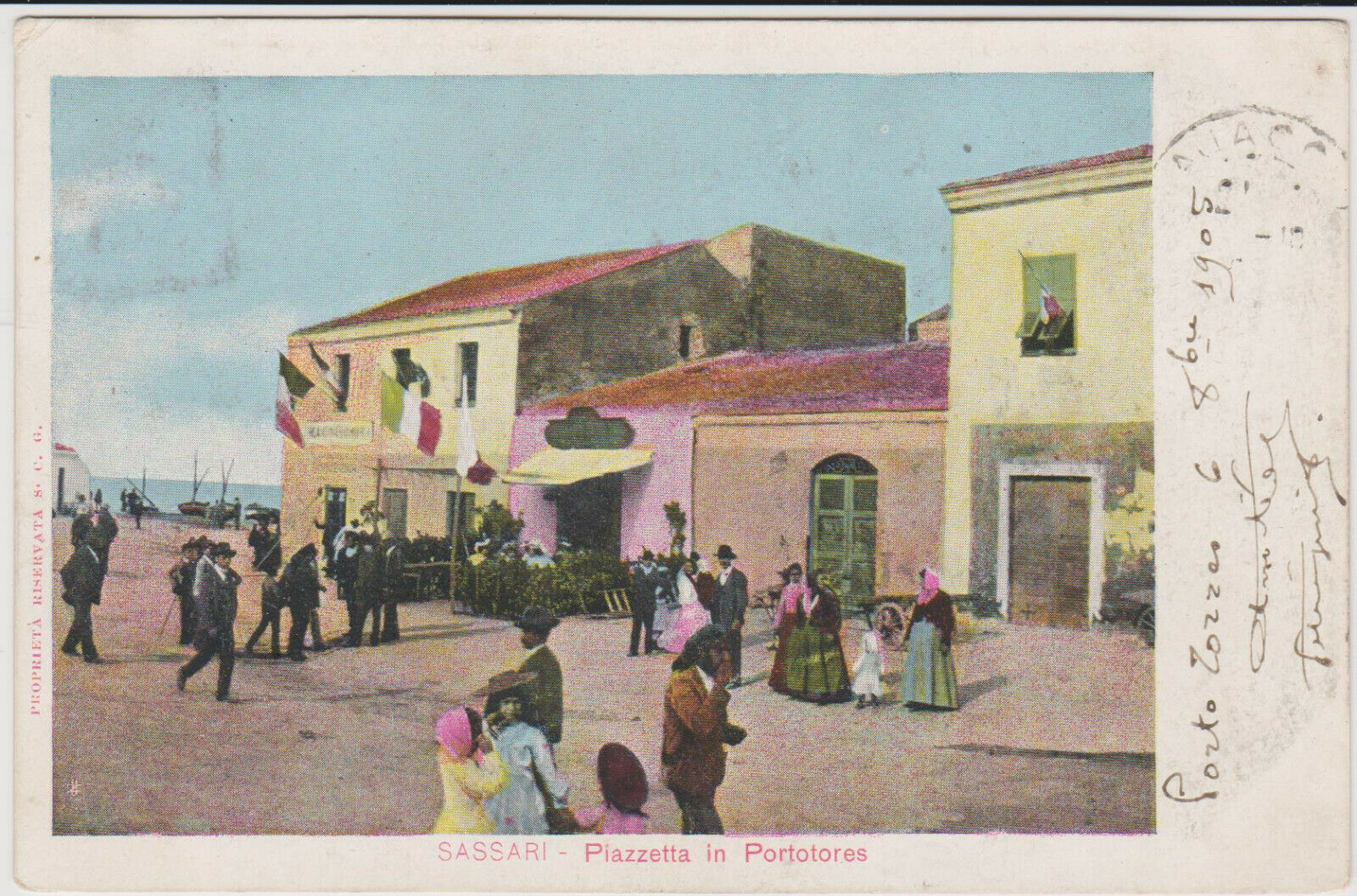
Piazza XX settembre nel 1905

### Dal Novecento ad oggi
Nella prima metà del XX secolo l'economia turritana era la somma di pesca e agricoltura, alle quali stava per aggiungersi come in epoca romana anche l'esportazione di minerali provenienti dal circondario. La miniera di Canaglia venne allacciata alla cittadina mediante una rete ferroviaria a scartamento ridotto, che terminava presso l'antica città romana di Turris Libissonis. In quella zona era operativa una sede distaccata della società siderurgia mineraria Ferromin, che gestiva la miniera. Di quel periodo è ancora presente il complesso industriale della Ferromin lasciato in rovina. I minerali raffinati venivano recati in porto mediante una teleferica nella Banchina della teleferica, dove venivano imbarcati per il continente principalmente verso le storiche e consolidate rotte per Genova e Civitavecchia. A quel tempo c’era solo il porto interno la cui costruzione è stata completata nel 1902. Nel porto arrivavano da Napoli barche da pesca a vela dette Paranze. I paranzellieri napoletani si fermavano a Porto Torres per periodi che andavano dagli otto ai nove mesi. L'attuale Piazza Colombo era tutta invasa dall’acqua e veniva usata per ormeggiare barche, pescherecci e velieri.

#### La prima guerra mondiale ed il primo dopoguerra (1915-1922)

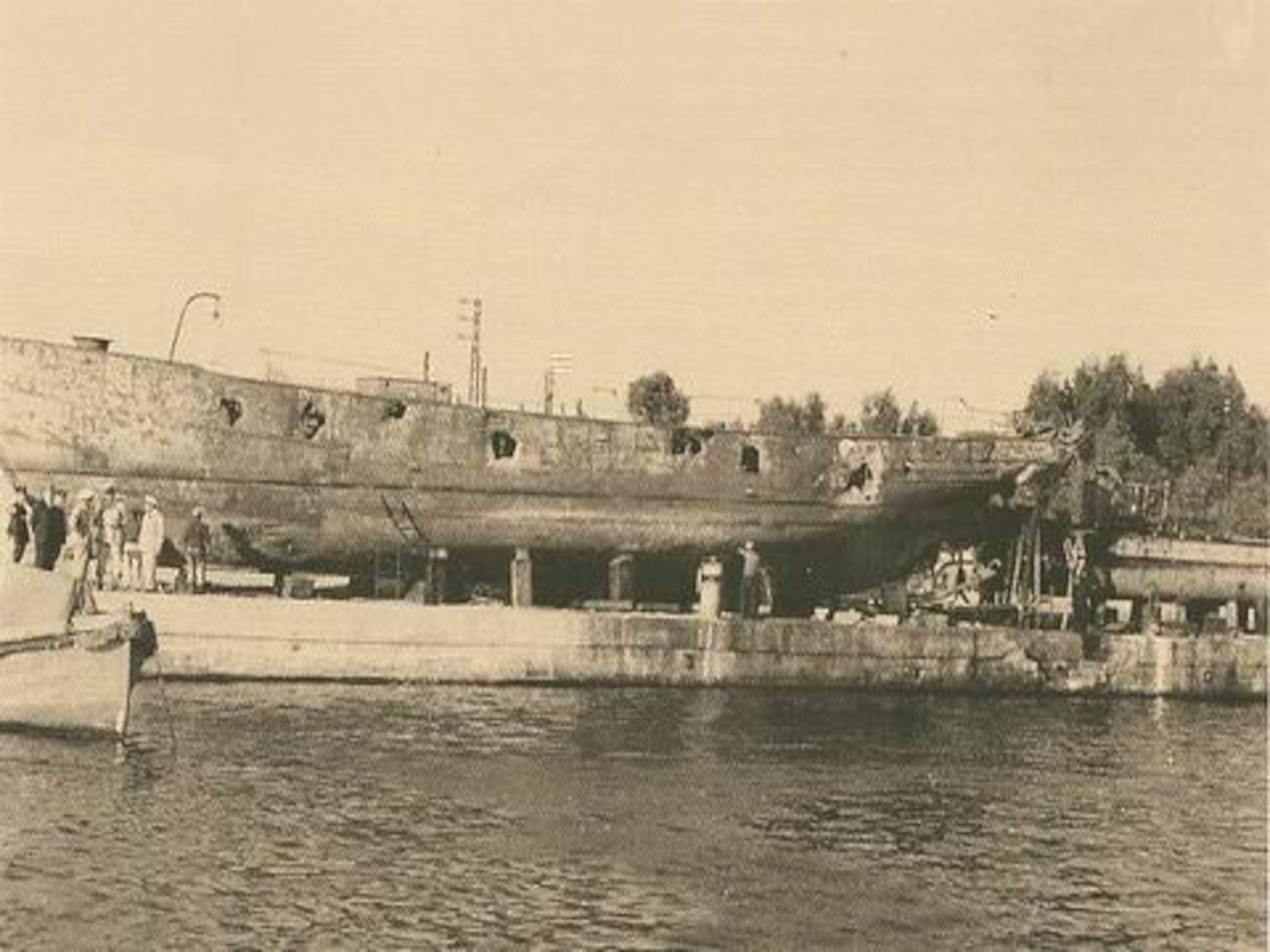
I resti dellOnda

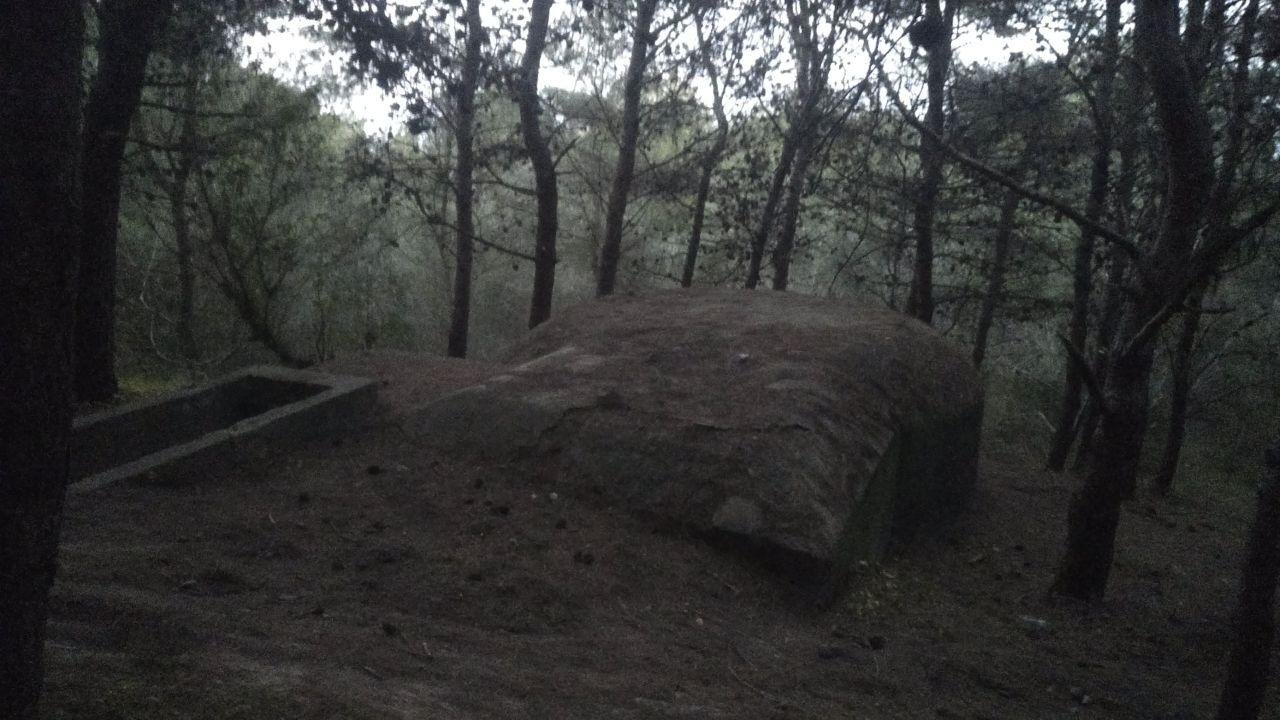
Una delle casematte del Caposaldo XVII

Durante la guerra esisteva nel molo di levante una costruzione in cemento chiamato "Lazzaretto" dove avveniva la disinfezione del vestiario dei prigionieri. I prigionieri (albanesi, montenegrini, serbi, slavi) venivano portati all'Asinara dove esisteva un altro lazzaretto (tuttora esistente) che però non era sufficiente, e per questo motivo venne costruito quello nel porto. Il lazzaretto del porto fu poi demolito dopo la II guerra mondiale. Come il resto dell'isola il centro urbano subì una forte crisi a causa del conflitto in corso. Grandi manifestazioni si ebbero in molti luoghi, le più drammatiche avvenute proprio a Porto Torres e Sassari.

La colonia penale istituita all'Asinara già dal 1885 venne usata come prigione militare. Furono imbarcati per l'Asinara 23 861 prigionieri di guerra e con 20 viaggi effettuati tra il 18 dicembre 1915 ed il 20 marzo 1916 se ne riuscirono a far arrivare vivi sull'isola 23 339. Circa 8 000 prigionieri morirono per le malattie infettive e solo 16 000 poterono lasciare l'isola nel luglio del 1916 con direzione Tolone. Nel 1919 l’Asinara cessò di essere una prigione militare. L'esportazione del ferro della Nurra iniziata nel 1916 e che si era interrotta per il pericolo dei sottomarini riprese rapidamente nello stesso anno. Per quanto riguarda la pesca a Porto di Torres si registrò il minimo nel periodo precedente alla prima guerra mondiale.

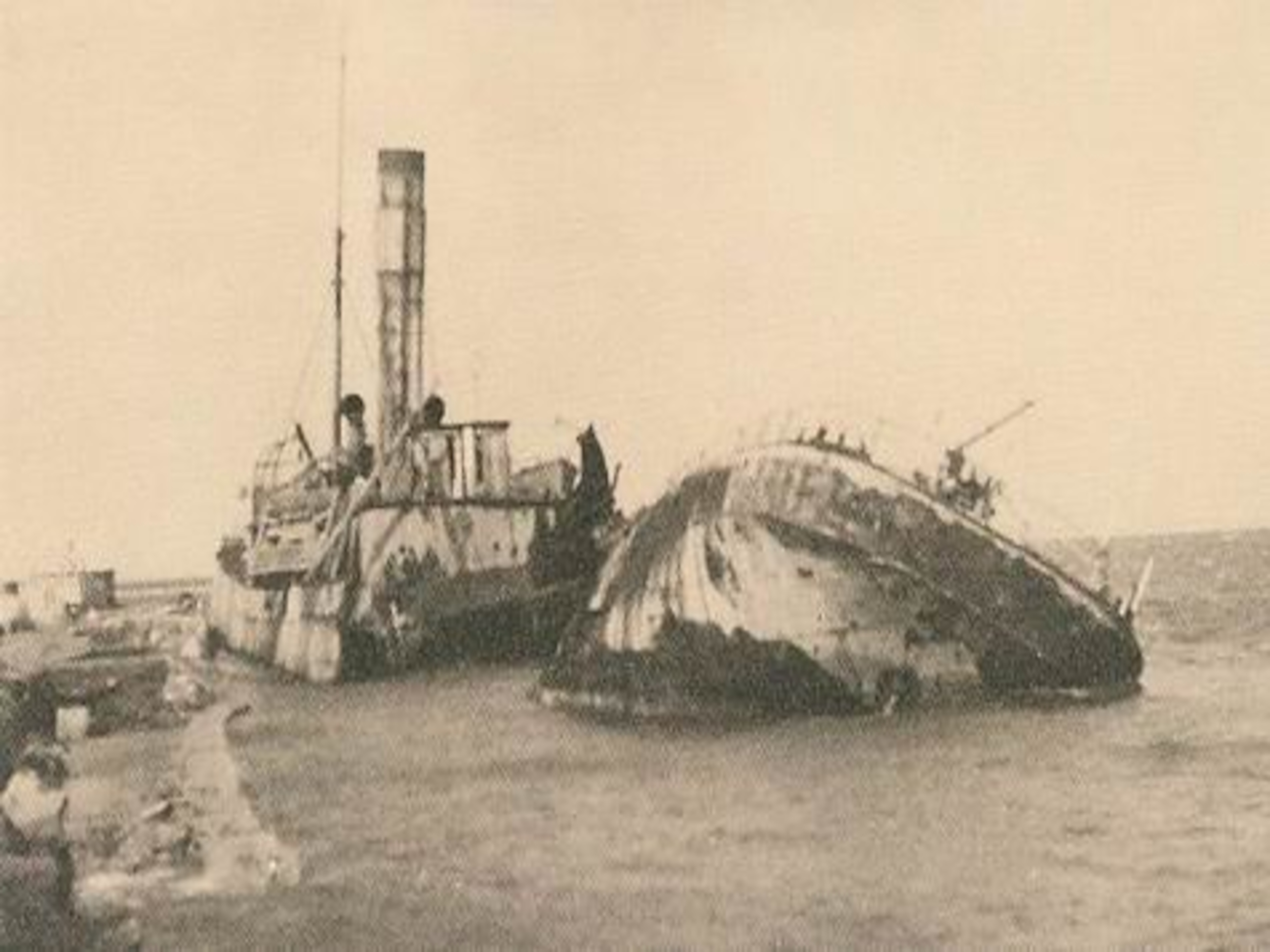
I resti della nave Live, colpita due volte durante il raid inglese

#### Il fascismo e la seconda guerra mondiale (1922-1945)
La pesca nel 1925 registrò il suo massimo splendore e si mantenne stazionaria negli anni seguenti. Si verificò nel 1928 il miglioramento dei trasporti marittimi grazie ai migliorati rapporti con i vari porti del regno, in particolare Genova e Livorno. Nel frattempo Bagnoli, Piombino e Trieste avevano assorbito la quasi totalità dell’esportazione del minerale di ferro della Nurra. Nel 1929 il neonato movimento fascista al fine di sopprimere il fenomeno del caporalato fondò in città la "Compagnia portuale Armando Casalini" dedicata al sindacalista nero assassinato anni prima. L'adesione all'ideologia fascista non fu in città né più né meno accanita che nel resto d'Italia. Vennero fondate in loco le sedi dei Figli della Lupa, dei Balilla, degli Avanguardisti e dei Giovani Fascisti.
Nel 1937 dopo la guerra d'Etiopia furono deportati all'Asinara diverse centinaia di soldati etiopi. Tra essi vi furono molti membri della nobiltà etiope, inclusa la figlia del Negus Neghesti la principessa Romanework Haile Selassie, che proprio sull'isola perse il figlio a causa di un'infezione. Secondo un libro scritto da uno degli internati dell'epoca i detenuti etiopi furono più di 400. Nella sua ricostruzione, pubblicata all'interno di un libro disponibile solamente in amarico, riesce a riportare i nomi solamente di 278 persone. Delle personalità di maggiore spicco riporta oltre che la Principessa anche il nome del Ras Immirù Hailé Selassié il quale soggiornò solamente per poco tempo in quanto repentinamente trasferito altrove. Con lo scoppio della seconda guerra mondiale si trovò ad avere nel porto di Porto Torres un obiettivo di grande interesse militare. La Sardegna era un’importante testa di ponte per l’Africa ed il nord Europa e Porto Torres era un'importante base a cui approdavano i rifornimenti via mare destinate alle truppe italiane e tedesche. Poche famiglie a Porto Torres nel 1940 possedevano una radio, e di conseguenza quotidianamente la gente si radunava presso le piazze pubbliche per ascoltare le rassegne giornalistiche. Dopo la dichiarazione di guerra del Duce molta gente si riversava ogni giorno in Via ponte romano e nella piazzetta del comune per ascoltare i giornali radio che allora erano soprattutto bollettini di guerra provenienti dai vari fronti. La popolazione ascoltava con grande raccoglimento e passione gli avvenimenti della guerra, e ad ogni annuncio di aerei nemici abbattuti, della resistenza inglese piegata sul fronte orientale, dell'affondamento di qualche nave nemica silurata dai sommergibili nell'Atlantico e nel Mediterraneo«insieme alla gente urlava il suo saluto al Duce anche il grosso pappagallo di Salvatore C., proprietario della radio installata sul davanzale di una finestra di uno dei più forniti negozi di generi alimentari dell’epoca».
Sino al 1942 la guerra non si era fatta sentire ancora a Porto Torres, e la popolazione sembrava non correre gravi pericoli. Il 10 maggio 1942 Benito Mussolini visitò la città accompagnato da Aldo Vidussoni. Il litorale di Porto Torres era ben difeso da diversi capisaldi ed una batteria: la Batteria SR414 (presso il ponte romano, la più vecchia di tutte in quanto alcune installazioni risalivano al 1874), il Caposaldo XII (nei pressi di Ponti pizzinnu in piena area rurale) il Caposaldo XVI (nei pressi di Via Sassari appena fuori città in direzione Sassari) ed il Caposaldo XVII (nei pressi della pineta la farrizza, parzialmente inglobato da essa). Tuttavia, l'unica difesa contraerea era una mitragliera da 24 mm installata sulla torre aragonese. Per tenere in esercizio la popolazione scattava senza regole fisse un falso allarme, ed in tali situazioni qualche operatore del porto poco trasparente seppe sfruttare a suo vantaggio queste continue esercitazioni soprattutto quando i camion militari stavano per completare il loro carico: al suono della sirena antiaerea gli autocarri evacuavano a grande velocità il porto e vi rientravano solo al cessato allarme, ma con meno della metà del carico con il quale avevano preso la strada in tutta sicurezza un'ora prima. Il 18 aprile 1943 la città venne bombardata dagli Alleati. Nel bombardamento gran parte delle bombe cadde in mare (l'obiettivo erano le navi attraccate nel porto), ma diversi ordigni caddero nel centro urbano. Nell'attacco 5 civili rimasero uccisi fra cui due bambine di 11 e 12 anni. In porto nel momento dell'attacco c'erano tre navi di grosso tonnellaggio: il Live, con un carico di grano, il Tiziano, attraccato alla banchina della dogana ed il Luigi Rizzo, un mercantile con un grosso carico di carbone. Nei cieli del sassarese ci fu anche un duello aereo, ed un caccia italiano venne abbattuto dai caccia inglesi che avevano scortato i bombardieri sino al bersaglio portuale di Porto Torres. Qualche settimana prima un ricognitore aveva lanciato uno spezzone e bombe non di grosso calibro, completando l'operazione con il mitragliamento a bassa quota nella zona adiacente al cimitero. In quel Raid ci furono in tutto due morti. Il giorno delle palme, però, fu diverso: alle 14:45 ebbe inizio l'incursione aerea, ed in pochi minuti i bombardieri inglesi affondarono le navi attraccate nel porto. Un sommergibile inglese situato all'imboccatura portuale inoltre, credendo che una delle navi già colpite dai bombardieri fosse ancora a galla, la colpì nuovamente con i suoi siluri, "affondandola" per la seconda volta. L'attacco aereo non trovò nessun ostacolo nel fuoco della contraerea, pressoché inesistente. Due grosse bombe misero in pericolo l'abitato civile: una esplose sulla Piazzetta della Consolata, sradicando un grosso albero; un'altra davanti alla caserma dei Carabinieri situata nei pressi dell'attuale parco di San Gavino, ora in disuso. I piloti inglesi furono molto precisi , e di conseguenza e bombe che esplosero sopra le navi compirono in pieno il loro obiettivo, causando effetti disastrosi.
Il 25 maggio 1943 alle 9:30 circa l'ex-baleniera riconvertita a peschereccio Onda durante la sua battuta di pesca impiglia la sua rete su un sommergibile Alleato, al riferimento di ciò la capitaneria rimase incredula. Poco dopo, il 31 maggio, l'Onda esce nuovamente dal porto per recuperare le sue reti, ma viene bombardata. Dell'equipaggio rimarranno vivi solo due membri.

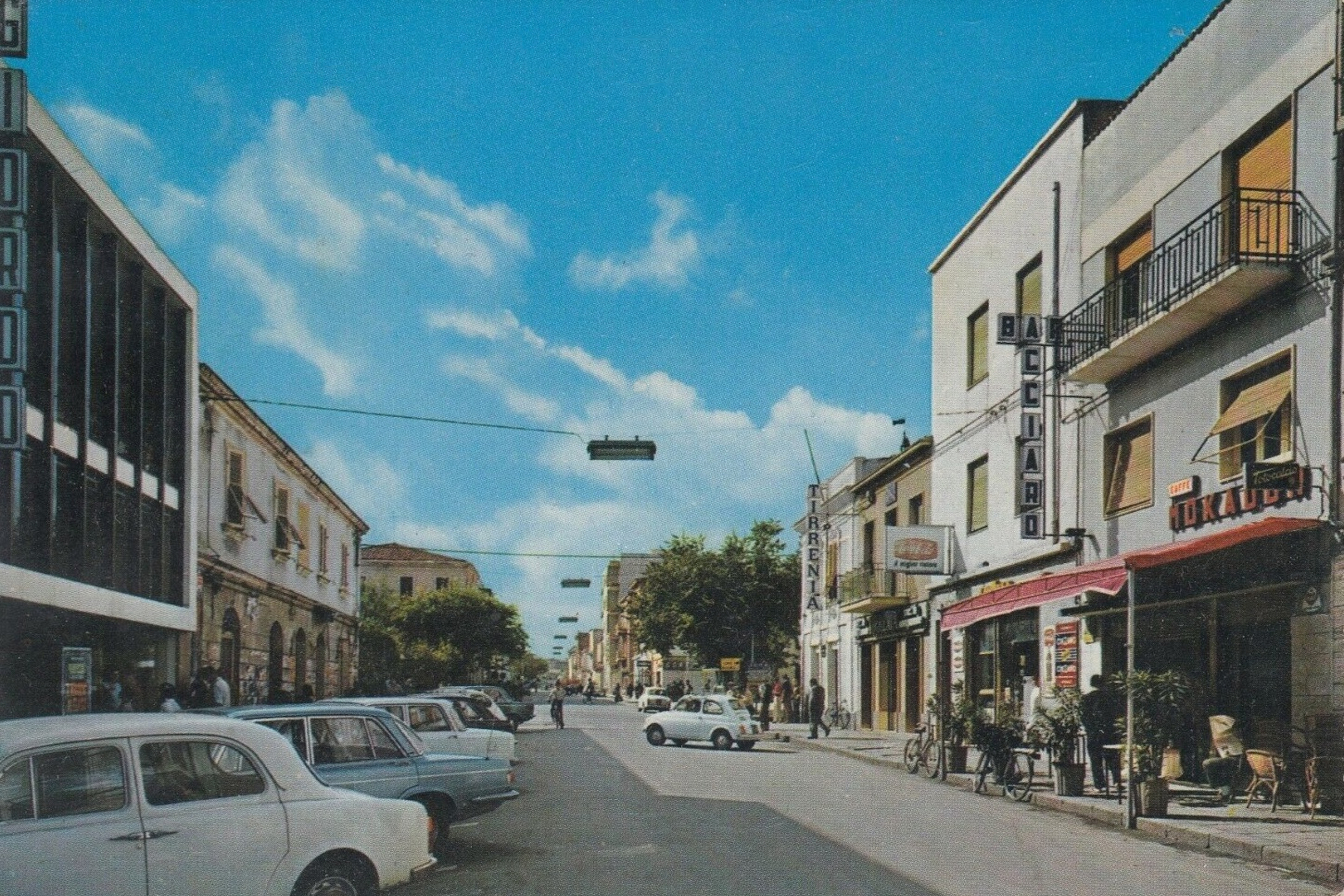
Porto Torres negli anni sessanta in pieno sviluppo industriale.

### Il dopoguerra e la svolta industriale (1946-1981)
Alle prime elezioni libere avvenute dopo il fascismo votarono l'86,48% degli aventi diritto. Al referendum istituzionale del 2 giugno 1946 a differenza dei comuni limitrofi come le vicine municipalità di Sassari o di Alghero dove la monarchia vinse superando abbondantemente il 70% a Porto Torres la popolazione si spaccò preferendo la monarchia al 51,40% e la repubblica al 48,60%. Per quanto concerne l'elezione dell'Assemblea Costituente venne preferita in assoluto la Democrazia Cristiana con il 44,7% , il Partito Socialista Italiano di Unità Proletaria con il 18,38% e il Partito comunista italiano con il 12,68%. Dopo la seconda guerra mondiale la pesca continuò a vivere momenti di alta drammaticità poiché il golfo dell’Asinara era disseminato di mine. Per questo motivo i dragamine dovettero lavorare sodo per molto tempo, ma nonostante ciò di tutte queste mine vaganti il golfo ne rimase invaso per oltre cinque anni dalla fine del conflitto. La situazione non era affatto facile e furono numerosi gli episodi di ritrovamenti, a volte drammatici, di mine. Al riguardo, un episodio enigmatico accadde negli anni settanta: durante l’abituale battuta di pesca una mina del peso di qualche quintale era rimasta imprigionata nel sacco di un peschereccio ed era scivolata sulla coperta al momento delle operazioni di raccolta senza detonare. I marinai restarono tanto spaventati e confusi che rientrarono subito in porto portando in bella mostra sulla coperta l'ordigno rinvenuto. Il comandante del porto andò su tutte le furie alla vista di quel peschereccio ormeggiato regolarmente in banchina a fianco di altre unità con quel monumento micidiale in coperta. Passata la sfuriata chiamò gli artificieri dalla Maddalena e costrinse il peschereccio a fare rotta a circa tre miglia dalla spiaggia di Platamona. La mina quindi venne imbracata, calata in acqua e fatta brillare; ed un’enorme colonna d’acqua s’innalzò per più di 20 metri (o almeno così riferirono marinai e artificieri al loro rientro alla base). Dopo una settimana però un altro peschereccio rientrò in porto con una mina in coperta. All'analisi dell'ordigno non ci furono dubbi: era la stessa mina che gli artificieri avevano detto di aver fatto brillare al largo di Platamona. Il comandante allora si infuriò per la seconda volta e costrinse il secondo peschereccio, con l’aiuto sempre degli artificieri, ad inabissare presso Punta Scorno quell’ordigno apparentemente indistruttibile.
Nel 1957, mentre la città attraversava una crisi economica, l'ingegnere lombardo Angelo "Nino" Rovelli gettò le basi per l'avviamento della futura zona industriale della Marinella, chiamata anche la zona industriale di Sassari-Porto Torres in quanto, essendo l'unica area industriale della provincia e portando lavoro soprattutto alla vicina Sassari (poiché la manodopera portotorrese nelle prime fasi era scarsamente specializzata), veniva considerata d'interesse provinciale e non solo di pertinenza esclusiva del comune di Porto Torres. Il piano dell'ingegnere Rovelli era quello di costruire l'industria petrolchimica più grande d'Europa. Nel frattempo che la SIR prendeva piede nacquero le cosiddette "industrie satelliti", ovvero quelle piccole e medie industrie di contorno che avrebbero dovuto consolidare la stabilità economica della città; come nel 1961 la Ferriera sarda S.p.A. della famiglia Salis (una ricca ed importante famiglia di imprenditori sassaresi in ambito siderurgico), il Cementificio Alba, entrato in funzione nel 1963 con obiettivo principale il mercato delle altre regioni italiane e quello europeo e la fornace Devilla-Carlini, appartenente a due imprenditori pionieri della zona in quanto fondarono la prima industria in assoluto nell'area durante quel periodo. Nel febbraio 1960 Porto Torres (fino ad allora Portotorres) avanza di status diventando ufficialmente una città. Nel 1962 Porto Torres fu centro di un'iniziativa di industrializzazione, divenendo sede della SIR - Società Italiana Resine che vi si stabilì con impianti petrolchimici. L'insediamento della SIR si completò in tre distinte fasi: tra il 1961 e il 1965 furono realizzati degli impianti gemelli a quelli che la SIR aveva in Lombardia; nel 1965 venne inaugurato il primo steam cracker che permise all'azienda di sviluppare enormemente la produzione di etilene (ulteriormente aumentata dal 1969 dopo il completamento del secondo stabilimento) e nel 1967 infine venne costruita la raffineria gestita della controllata Sardoil.
(RAI Sardegna; "La zona industriale di Porto Torres" a cura di Manlio Brigaglia, 1959)
In tutto il 1970 il gruppo SIR aveva investito in Sardegna 355 miliardi di lire attraverso l'indebitamento a medio e lungo termine e grazie anche a contributi pubblici a fondo perduto erogati dalla cassa per il Mezzogiorno. Per usufruire a pieno di tutte queste agevolazioni Rovelli ideò un piano che, nel pieno rispetto delle leggi, consisteva nel creare tante piccole società con un capitale di 1 milione di lire cadauna sottoscritto per il 90% dalla stessa SIR. Questo boom industriale segnò profondamente la città: tra il 1961 e il 1971 la popolazione aumentò di circa 4 000 abitanti, i posti di lavoro aumentarono considerevolmente ed il tasso di crescita demografico fu così prosperoso da far ipotizzare l'arrivo ai 30 000 abitanti entro il 1990. Nel 1969 al fine di conferire prestigio al polo industriale l'architetto genovese Aldo Luigi Rizzo progettò la costruzione di un moderno complesso nel cuore della zona industriale. Tale complesso sebbene iniziato non è mai stato concluso, rimanendo abbandonato. Nel 1969 il presidente della regione Sicilia Mario Fasino accompagnato dal senatore Graziano Verzotto visita gli stabilimenti della SIR. Gli ingenti finanziamenti per la SIR non si arrestarono mai in tutta la prima metà degli anni settanta: forte dell'appoggio del Primo Ministro Giulio Andreotti e del sostegno del Partito socialista italiano guidato da Giacomo Mancini Rovelli continuò a ricevere enormi importi di denaro sotto forma di mutui, finanziamenti agevolati e/o a fondo perduto.
Il 21 ottobre 1970 il ministro della marina mercantile Salvatore Mannironi presenziò all'arrivo della "Texaco" , una gigantesca petroliera di oltre 200 000 tonnellate proveniente da Ra's Tannūrah in Arabia Saudita e che riuscì a scaricare il suo carico solo grazie ad un gigantesco oleodotto di 7 km collegato ad una boa galleggiante che dalla terraferma arrivava alla nave prontamente realizzato dalla stessa SIR (per le enormi dimensioni dell'imbarcazione l'attracco nel porto era impossibile). Tale opera, chiamata monoboa, fu tecnologicamente all'avanguardia nonché l'unico dispositivo di tal genere presente nel Mediterraneo. Nel 1974 un'altra super-petroliera, la "Primarosa", arriva a Porto Torres dal golfo arabico. Nel 1975 Giulio Andreotti presenzia alla cerimonia della premiazione degli anziani della SIR esprimendo apprezzamento per la società di Rovelli in quanto è stata capace di diventare un colosso di rilevanza mondiale.

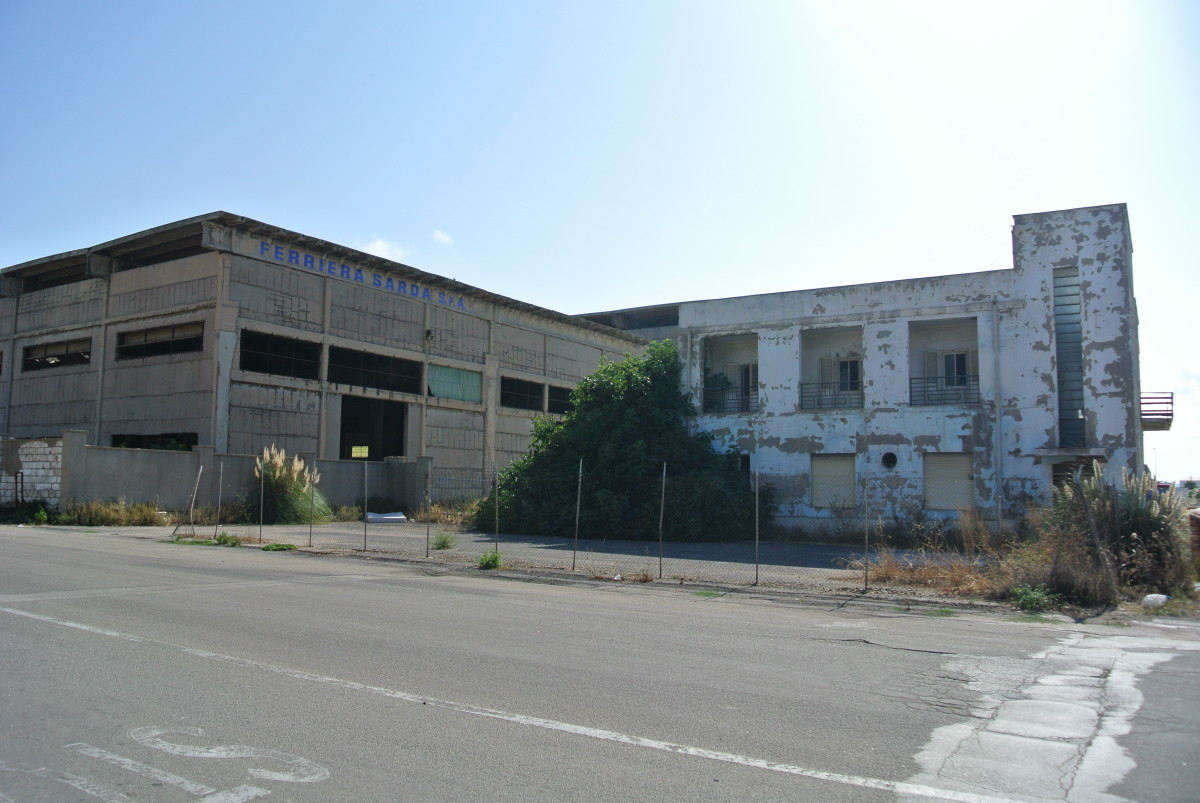
La Ferriera sarda dei Salis, chiusa dal 1979

### Il fallimento della S.I.R. ed il lento declino
(Angelo Rovelli riguardo al fallimento della SIR)
Nonostante tutto tale crescita terminò rapidamente. Già dagli anni settanta le industrie satelliti che avrebbero dovuto spalleggiare lo sviluppo del petrolchimico iniziarono a crollare: fu il caso della Ferriera Sarda, che nel 1979 dopo 18 anni di travagliata attività fallì mandando in cassa integrazione circa 300 operai. Nel 1981 la SIR fallì sotto un debito di tre mila miliardi di lire e l'azienda venne rilevata dall'Eni, che continuò l'attività del petrolchimico. Durante il 1998 nel frattempo si procedette all'eliminazione del carcere di massima sicurezza dell'Asinara ed alla fondazione del Parco Nazionale dell'Asinara.

### La riconversione ed il XXI secolo

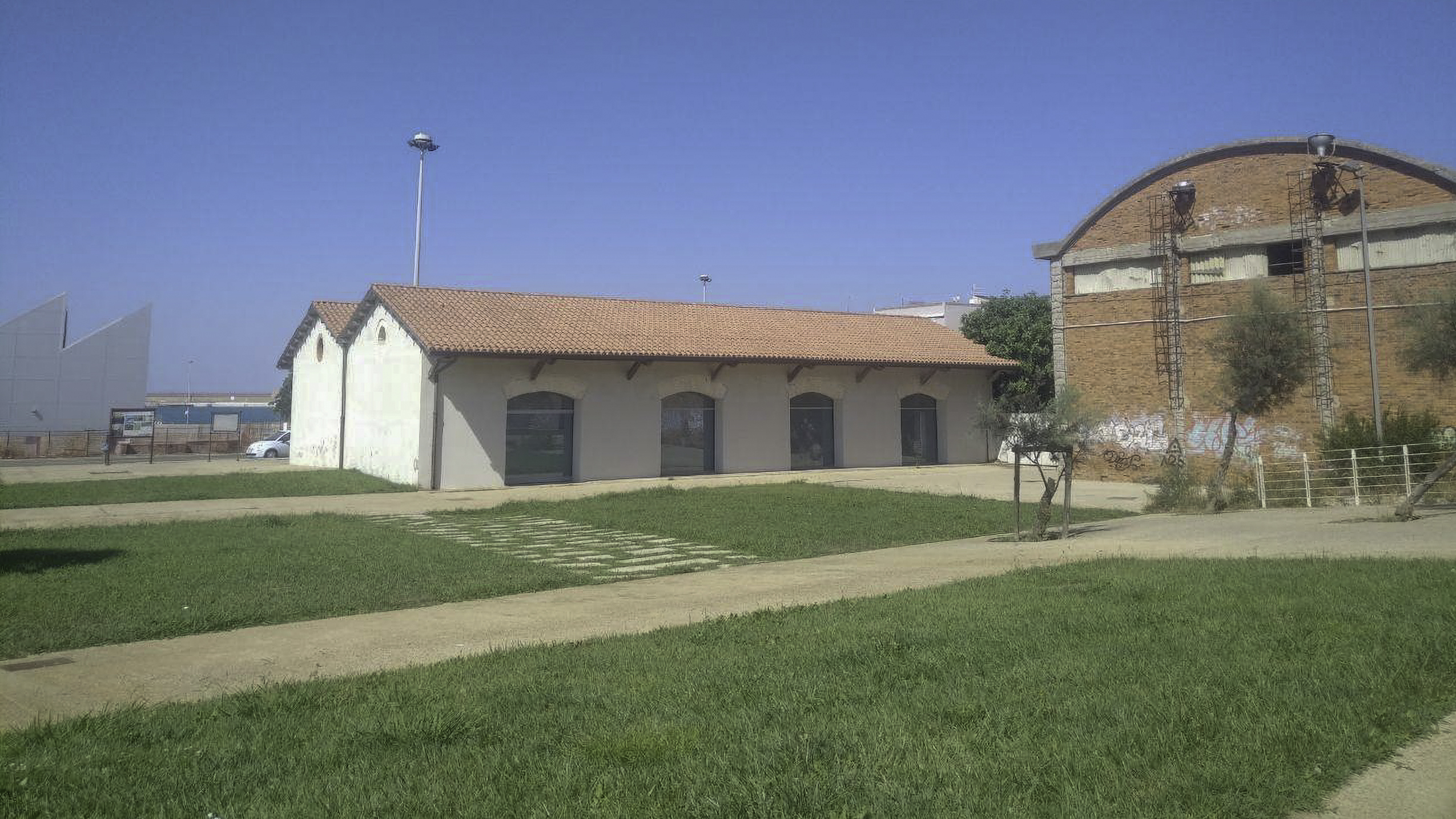
I giardini creati a partire dal 2001 nell'area dove un tempo passavano i binari della ferrovia del porto. La stazione della "Piccola", edificata nel 1872, è stata riconvertita nel Museo del porto

Negli anni novanta ed all'inizio degli anni 2000 ci fu uno sviluppo economico per il porto e conseguentemente per tutta la città. La crisi globale del 2007 distrusse definitivamente l'economia del polo industriale.  Nel 2010 l'impianto petrolchimico dovette chiudere lasciando in cassa integrazione centinaia di lavoratori che eseguirono diverse manifestazioni. Matrìca, una divisione aziendale dell'Eni e della Novamont, si impegnò a costruire nella zona dell'ex petrolchimico una fabbrica sulla chimica verde con lo scopo di assorbire la maggior parte dei lavoratori dell'ex petrolchimico. La città da polo industriale qual era si trova nella difficile situazione di riconvertirsi a città turistica. Nonostante il vasto patrimonio storico ed il patrimonio ambientale la città di Porto Torres, fino agli anni novanta, ha sempre messo in secondo piano gli investimenti atti ad aumentare la propria attrattiva turistica e culturale sempre in funzione della propria area industriale, che sarebbe dovuta essere una fonte di reddito per i decenni avvenire. La zona industriale della Marinella (così come la vicina centrale di Fiume Santo) sono in fase di bonifica e riconversione. L'area estremo-occidentale della zona è stata adibita a parco fotovoltaico, così come tutti gli edifici industriali presenti nel centro cittadino sono stati rimossi o riconvertiti ad altro uso. Il porto civile è stato ampliato e predisposto per il transito turistico.